# Takuma Sakazaki
Takuma Sakazaki (en japonés: タクマ・サカザキ, Takuma Sakazaki; también escrito 坂崎 拓馬, Sakazaki Takuma) es un popular personaje de Art of Fighting y The King of Fighters. Su rasgo distintivo es una cicatriz en forma de X en su pectoral derecho. Es excéntrico cuando se coloca su máscara "tengu" (demonio burlón japonés) y afirma ser Mr Karate, dando discursos que supuestamente deben de dejar en claro la moral, pero finalmente terminan dejándolo en ridículo. Es el practicante más antiguo y conocido del estilo Kyokugenryu de karate, y es el único en la disciplina que puede hacer uso de los movimientos más difíciles de esta. La voz de Takuma pertenece a Eiji Tsuda.

## Historia
Durante sus días de juventud, Takuma se ganó varios rivales los maestros de artes marciales Ryuhaku Todoh y Lee Gakusuo, (padre de Lee Pai Long). Una vez peleó contra Gakusuo, pero no fueron capaces de decidir al vencedor y se terminó en empate. En honor de la fuerza de cada uno, Gakusuo fue conocido como "El Gran Tigre" y Takuma fue conocido como "El Dragón Invencible". También conocía a Jeff Bogard y parece que tiene una historia (aún no divulgada) con Saisyu Kusanagi y d Gang-il. Sus experiencias con varios oponentes llevaron a Takuma a eventualmente, desarrollar el Eetilo del Kyokugen Ryu Karate.
Con el paso del tiempo, Takuma contrajo matrimonio con una mujer Americana llamada Ronnet. Ambos se convirtieron en los padres de Ryo y Yuri, quienes nacieron con una diferencia de 4 años respectivamente. Poco después del nacimiento de Yuri, se mudaron a los alrededores de la ciudad de Southtown para criar a su familia y esparcir el prestigio del karate Kyokugen Ryu.
Takuma entrenó a su hijo Ryo de forma exclusiva desde el principio, mientras sentía que Yuri era demasiado joven, él quería que Ryo fuese su heredero como maestro del Kyokugen Ryu. Takuma aceptó a un amigo de Ryo, el playboy Robert García en el dojo tras ver sus persistentes intereses en el estilo. Cuando Ryo cumplió 10 años, su madre Ronnet falleció en un accidente. Teniendo la sensación de que él y ella eran de alguna forma el blanco de alguien, Takuma deja su hogar para investigar ese asunto y deja a Ryo a cargo de Yuri.

## Art of Fighting
Takuma eventualmente peleó en su travesía con lacayos y seguidores del hombre responsable de la inseguridad en la ciudad, Geese Howard. Le Demandó que le pusiera fin a su tiranía y Geese respondió con amenazas dirigidas a los hijos de Takuma. Para mantener la seguridad del resto de su familia, se vio forzado a trabajar para Geese. Para preservar su honor, Takuma se colocó una máscara Tengu y se creó una personalidad alterna o "Mr. Karate". Durante sus años bajo el servicio de Geese, se volvió un matón temido, un matón y conocido, como el indomable e invicto sicario de Geese.
Mientras Geese se encontraba fuera del negocio, su segundo Mr. Big estaba a cargo. Para mantener a Takuma bajo su control, Mr. Big secuestró a Yuri. Desafortunadamente, esa acción hizo que Ryo y Robert acabaran con la ciudad de Southtown en su búsqueda. Cuando Mr. Big fue derrotado, llamó a Mr. Karate para que tratara con los 2. Peleó con Ryo y, tras una batalla feroz, Ryo salió victorioso. Sin conocer la identidad real de Mr. Karate, Ryo amenazó con matarlo si no decía dónde se encontraban Takuma y Yuri. Yuri detuvo a Ryo de matar a su padre, y tuvieron una alegre reunión.
Para redimirse a sí mismo como Maestro del Kyokugen Ryu, decide entrar al torneo King of Fighters sin su identidad Mr. Karate. En su final para la segunda entrega del videojuego Art of Fighting, las heridas de Takuma de la pelea lo llevaron a dejarle la responsabilidad del dojo a sus hijos. Takuma decidió entonces que probablemente debía retirarse por un tiempo.

## The King of Fighters
Takuma llevó a su hijo Ryo y al amigo de infancia de este Robert como miembros de su equipo en el torneo de The King of Fighters por 2 años, hasta que se retiró y llegó su hija Yuri tomó su lugar. Permaneció fuera de un torneo hasta 1999, cuando se unió al equipo como el cuarto integrante. En el 2000, Takuma introdujo a King en el equipo. Takuma entró en el equipo en el torneo del 2001 para ganar el dinero del premio. Al final de The King of Fighters 2003, fue aparentemente atacado por un asaltante desconocido.
Takuma intentó decirle a sus hijos lo que sucedió, pero cae inconsciente antes de poder hacerlo. Se rumora entonces que su asaltante fue el gánster Yamazaki o el ninja Eiji Kisaragi, sin embargo, acorde a la historia de KOF XI, es aclarado que Takuma colapsó debido a mala nutrición, problemas en el hígado, y otros problemas de salud. Pidiendo que King entrara en el torneo en su lugar.
Takuma logra una exitosa recuperación para ingresar al torneo KOF XIII junto con Robert y Ryo.

## Personalidad
Takuma es bastante serio cuando se trata de oponentes malignos. Aunque cuando se trata de sus estudiantes, Takuma comienza a dar sermones moralistas que mucha gente encuentra tontos. Takuma es muy tradicional y un peleador hasta la médula, haciendo a veces imposible para él adaptarse a la manera de pensar de la juventud moderna. Su incapacidad para cambiar su estricto régimen de entrenamiento lleva a que varios de sus estudiantes nuevos dejen el dojo. Takuma prepara constantemente fideos de trigo al punto de ser casi enfermizo para sus estudiantes. Takuma busca desesperadamente que sus hijos se casen para garantizar al nuevo "sucesor" marcial de la familia. Cuando Yuri se corta el cabello, Takuma no la aprueba por el dolor que le causa no tener algún recuerdo de ella con el cabello corto.

## Poderes
Ricachu
Es un fuerte ataque de golpes de rodilla continuos en la cara del oponente alcanzando hasta 12 hits
- Reunir chi - Takuma puede reunir ki de Gaia, la madre-tierra.

- Proyectil de Energía - Takuma puede disparar el Kouken, Haoh Shou Kouken y el Haoh Shi-Kouken.

- Vacío - En The King of Fighters 2002 y 2002 UM, Takuma puede arrojar proyectiles de energía invisibles.
- Ataques Múltiples - Takuma puede canalizar su ki en su cuerpo para dar múltiples golpes y patadas en combinación a grandes velocidades.

- HSDM de KOF 2002, Neo y 2002 UM - Takuma agarra a su enemigo mientras lo toca, lo barre y lo tira al suelo, mientras que la versión EX, el dispara una poderosa emanación de energía ki con la silueta de un tigre azul (similar a la de Ryo y la de Robert)

## Estilo de pelea
Takuma es el gran maestro (cinturón rojo) del Karate Kyokugenryu. Este estilo como el karate real, se basa principalmente en golpes rápidos, fuertes y enfocados de brazos y piernas. En The King of Fighters, incluso logra reunir su energía ki para herir a su oponente de forma invisible, siendo el único practicante en poder hacerlo.

## Música
- Shihan (Normal) ver.2 - Art of Fighting 2
- Ryuuko no Ken - The King of Fighters '94
- Ryuuko and Ken - The King of Fighters '95
- In spite of one's age - The King of Fighters '98
- Ryu-Ko (Dragon-Ko) - The King of Fighters '99
- The Beauty and the Beast - The King of Fighters 2000, KOF 2002
- Fight to the Limit - The King of Fighters 2001
- Kyokugen Training! ~ Mountain Seclusion - The King of Fighters XIII
- In Spite of One’s Age ~Ver.Immortal~ - The King of Fighters 2002 Unlimited Match

## Apariciones
- Art of Fighting - Como Mr. Karate
- Art of Fighting 2
- The King of Fighters '94
- The King of Fighters '95
- Quiz The King of Fighters - personaje secreto
- The King of Fighters '98
- The King of Fighters '99
- The King of Fighters 2000
- The King of Fighters 2001
- The King of Fighters 2002
- SVC Chaos: SNK vs. Capcom - nombrándose a Mr. Karate con su máscara
- The King of Fighters XIII
- The King of Fighters Neowave
- The King of Fighters EX2
- The King of Fighters: Kyo

## Cameos
- The King of Fighters '97 - durante el final del equipo Art of Fighting
- The King of Fighters: Heat of Battle - mención por parte de Mr. Karate
- The King of Fighters 2003 - durante el final del equipo Art of Fighting
- The King of Fighters XI - durante el ending del equipo Art of Fighting
- The King of Fighters XII - mención por parte de Athena
- KOF: Maximum Impact 2 - Kyokugen Dojo
- Capcom vs SNK - cameo de fondo en el escenario del dojo Kyokugenryu
- The King of Fighters XIV - durante el final del equipo Art of Fighting

## Curiosidades
- Takuma a diferencia de los demás personajes AOF es el único que se ausentó de algunos KOF llegando a aparecer solo en la NESTS Saga y el final de la Saga Ash.

- Al parecer es muy payaso entre las finales porque siempre se cree que es Mr. Karate, tal vez en un principio la práctica de su karate era justa, pero ahora es graciosa y ha perdido su protagonismo como héroe.

- El personaje de Takuma Sakasaki está basado en el famoso maestro de karate Masutatsu Ōyama / Mass Oyama, quien creó su estilo de karate de contacto llamado Kyokushinkai.

- En KOF 2002 apareció por primera vez sin tener sus bolas de fuego / fireballs, cosa que no gusto a los Fanes. Ya en KOF 2002 UM tiene dos formas (una del juego mencionado y otra de los movimientos anteriores de la Saga Orochi y NESTS)

- En KOF XIII se ve muy gordo y más viejo, ya no es tan esbelto como en los 2Ds, pero aun así le conserva todos sus movimientos.

- Podría decirse que apareció (o está basado) en el juego Street Smart de SNK.

- Datos: Q9295686